# 1857 Parchomenko
1857 Parchomenko è un asteroide della fascia principale. Scoperto nel 1971, presenta un'orbita caratterizzata da un semiasse maggiore pari a 2,2438995 UA e da un'eccentricità di 0,1345472, inclinata di 4,39759° rispetto all'eclittica.
L'asteroide è dedicato all'astronoma sovietica Praskov′ja Georgievna Parchomenko.